# Audre precaria
Audre precaria is een vlinder uit de familie van de prachtvlinders (Riodinidae). De wetenschappelijke naam van de soort is voor het eerst geldig gepubliceerd in 1941 door Schweizer & Kay.